# Ла-Ронд-Е
Ла-Ронд-Е (фр. La Ronde-Haye) — колишній муніципалітет у Франції, у регіоні Нормандія, департамент Манш. Населення — 346 осіб (2011).
Муніципалітет був розташований на відстані близько 280 км на захід від Парижа, 80 км на захід від Кана, 26 км на захід від Сен-Ло.

## Історія
До 2015 року муніципалітет перебував у складі регіону Нижня Нормандія. Від 1 січня 2016 року належав до нового об'єднаного регіону Нормандія.
1 січня 2019 року Ла-Ронд-Е, Анктевіль, Ле-Менібю, Сент-Обен-дю-Перрон, Сен-Мішель-де-ла-П'єрр, Сен-Совер-Ланделен i Водримені було об'єднано в новий муніципалітет Сен-Совер-Віллаж.

## Демографія
Динаміка населення (INSEE ):
Розподіл населення за віком та статтю (2006):
| Стать | Всього | До 15 років | 15-24 | 25-44 | 45-64 | 65-85 | Понад 85 |
| --- | ------ | ----------- | ----- | ----- | ----- | ----- | -------- |
| Чоловіки | 187    | 43          | 9     | 48    | 47    | 40    | 0        |
| Жінки | 175    | 42          | 4     | 39    | 60    | 30    | 0        |
| \| Статево-вікова піраміда \| Статево-вікова піраміда \| Статево-вікова піраміда \| \| ----------------------- \| ----------------------- \| ----------------------- \| \| Чоловіки \| Вік \| Жінки \| \| 0 \| 85 + \| 0 \| \| 9 \| 80-84 \| 0 \| \| 13 \| 75-79 \| 26 \| \| 9 \| 70-74 \| 0 \| \| 9 \| 65-69 \| 4 \| \| 9 \| 60-64 \| 21 \| \| 30 \| 55-59 \| 17 \| \| 4 \| 50-54 \| 13 \| \| 4 \| 45-49 \| 9 \| \| 9 \| 40-44 \| 0 \| \| 26 \| 35-39 \| 17 \| \| 9 \| 30-34 \| 13 \| \| 4 \| 25-29 \| 9 \| \| 0 \| 20-24 \| 4 \| \| 9 \| 15-20 \| 0 \| \| 17 \| 10-14 \| 17 \| \| 9 \| 5-9 \| 4 \| \| 17 \| 0-4 \| 21 \| |        |             |       |       |       |       |          |
| Статево-вікова піраміда |        |             |       |       |       |       |          |
| Чоловіки | Вік    | Жінки       |       |       |       |       |          |
| 0 | 85 +   | 0           |       |       |       |       |          |
| 9 | 80-84  | 0           |       |       |       |       |          |
| 13 | 75-79  | 26          |       |       |       |       |          |
| 9 | 70-74  | 0           |       |       |       |       |          |
| 9 | 65-69  | 4           |       |       |       |       |          |
| 9 | 60-64  | 21          |       |       |       |       |          |
| 30 | 55-59  | 17          |       |       |       |       |          |
| 4 | 50-54  | 13          |       |       |       |       |          |
| 4 | 45-49  | 9           |       |       |       |       |          |
| 9 | 40-44  | 0           |       |       |       |       |          |
| 26 | 35-39  | 17          |       |       |       |       |          |
| 9 | 30-34  | 13          |       |       |       |       |          |
| 4 | 25-29  | 9           |       |       |       |       |          |
| 0 | 20-24  | 4           |       |       |       |       |          |
| 9 | 15-20  | 0           |       |       |       |       |          |
| 17 | 10-14  | 17          |       |       |       |       |          |
| 9 | 5-9    | 4           |       |       |       |       |          |
| 17 | 0-4    | 21          |       |       |       |       |          |

## Економіка
2010 року серед 207 осіб працездатного віку (15—64 років) 141 була активною, 66 — неактивними (показник активності 68,1%, у 1999 році було 70,7%). З 141 активної мешканців працювали 133 особи (68 чоловіків та 65 жінок), безробітними було 8 (6 чоловіків та 2 жінки). Серед 66 неактивних 10 осіб було учнями чи студентами, 44 — пенсіонерами, 12 були неактивними з інших причин.

У 2010 році в муніципалітеті числилось 144 оподатковані домогосподарства, у яких проживали 367,0 особи, медіана доходів виносила 15 535 євро на одного особоспоживача